# Can Vinardell
Can Vinardell és una obra de Palol de Revardit (Pla de l'Estany) inclosa a l'Inventari del Patrimoni Arquitectònic de Catalunya.

## Descripció
És un edifici de planta irregular, degut a successives ampliacions i reformes. Es desenvolupa en planta baixa i pis i presenta coberta de teula àrab a dues vessants. Les parets estructurals són maçoneria amb obertures emmarcades per carreus. Són interessant dues finestres de caràcter medieval, amb les impostes que ajuden a la llinda de pedra a salvar la llum, situades a la façana de ponent. A la façana principal, en un retranqueix de la mateixa unió de dos cossos de diferent època, hi ha situada la porta d'accés que és de mig punt amb dovelles i una senzilla finestra gòtica amb motllures nervadures, que porta cisellada i allindanada amb l'any 1531.

### Pallissa
Construcció auxiliar agrícola de planta rectangular, adossa a una antiga masia. Presenta parets estructurals de maçoneria i coberta a dues vessants amb cairats i teula àrab. A la façana principal, tota oberta, hi ha un pilar central de planta quadrada construït amb carreus, que presenta major secció a la planta baixa. Mitja planta presenta un sostre entremig format per cairats, llates, i taulons de paviment. És interessant l'element decoratiu del carener situat en el ràfec de la façana principal.

## Història
La masia de Can Vinardell dona nom al veïnat de Can Vinardell o del Mig,que a més es format per altres masies. Actualment l'esmentada masia es troba buida, però fins no fa gaires anys es trobava en plena activitat.